# Avenue (gratte-ciel)
Avenue est un gratte-ciel résidentiel de 130 mètres de hauteur et de 36 étages, construit à Charlotte en Caroline du Nord de 2005 à 2007.
L'immeuble qui comporte 386 logements  a été conçu par l'agence d'architecture Smallwood Reynolds Stewart
Il a coûté 70 millions de $.
L'immeuble comporte des surfaces commerciales au rez-de-chaussée.